# Thorsten Knauth
Thorsten Knauth (* 1964) ist ein deutscher evangelischer Theologe.

## Leben
Er studierte evangelische Theologie, Erziehungswissenschaft, Literaturwissenschaft und Linguistik in Marburg, Freiburg im Breisgau und Hamburg (1986 – 1992). Er hatte ein Stipendium der Graduiertenförderung der Universität Hamburg und war wissenschaftlicher Mitarbeiter im Forschungsprojekt: Schule, Religion, Unterricht in einer von ökonomischen und sozialen Disparitäten geprägten multikulturellen Gesellschaft (1992 – 1995), Unterricht im Religionsunterricht der Sek. I und Sek. II. Nach der Promotion zum Dr. phil. (13. Dezember 1995) war er wissenschaftlicher Koordinator des Sonderforschungsbereiches „Bewältigung gesellschaftlicher Umbrüche in Afrika“ (1995–1996). Wissenschaftlicher Assistent war er am FB Erziehungswissenschaft, Abt. Religionspädagogik: 1996–2002, Unterricht im Religionsunterricht der Sek. I und Sek. II. Nach der Habilitation an der Universität Hamburg (28. Juni 2001) hatte er Vertretungsprofessuren Universität Hamburg (Wintersemester 2002/2003), PH Karlsruhe (Sommersemester 2003), Universität zu Köln (Wintersemester 2003/2004 – Wintersemester 2005/2006) und Lehrauftrag in Essen (Wintersemester 2004/2005, Sommersemester 2005). Von 2006 bis 2009 war er Researchmanager und Ko-Projektleiter des Europäischen Forschungsprojektes „Religion in Education. A contribution to Dialogue or a factor of Conflict in transforming societies of European Countries“ (REDCo). Seit 2008 lehrt er als Professor für Evangelische Theologie / Religionspädagogik am Institut für Evangelische Theologie der Universität Duisburg-Essen.
Seine Forschungsschwerpunkte sind qualitativ-empirische Forschung zum Religionsunterricht, interreligiöses und interkulturelles Lernen sowie Dialogansätze in Erziehungswissenschaft und Religionspädagogik, Geschichte und Aktualität problemorientierter Ansätze des Religionsunterrichts, Gender, religiöse Bildung und Religionspädagogik der Vielfalt und Religionsunterricht und Inklusion.

## Schriften (Auswahl)
- Religionsunterricht und Dialog. Empirische Untersuchungen, systematische Überlegungen und didaktische Perspektiven eines Religionsunterrichts im Horizont religiöser und kultureller Pluralisierung (= Jugend, Religion, Unterricht Band 2). Waxmann, Münster/New York/München/Berlin 1996, ISBN 3-89325-463-3 (zugleich Dissertation, Hamburg 1995).
- Problemorientierter Religionsunterricht. Eine kritische Rekonstruktion (= Arbeiten zur Religionspädagogik Band 23). Vandenhoeck und Ruprecht, Göttingen 2003, ISBN 3-525-61491-8 (zugleich Habilitationsschrift, Hamburg 2001).